# Kászonaltíz
Kászonaltíz (románul Plăieșii de Jos) falu Romániában, Hargita megyében. A Kászoni-medence központja, gyakorlatilag egybeépült Kászonfeltízzel.

## Fekvése
Csíkszeredától 46 km-re délkeletre, a Kászoni-medence keleti részén fekszik.

## Nevének eredete
Névelőtagja a szláv kvasny (= savanyú) melléknévből ered, a név a környék savanyúvíz forrásaira utal.
Nevében a „tíz” szó a nemzetségi alapon szerveződött településszerkezetre utal, egykor Nagykászon alsó tízese volt.
A román plaieș szó hegylakót, határőrt jelent.

## Története
Temploma a román kori helyén a 1466-ban épült gótikus stílusban, de szentélye és tornya kivételével később 1938 és 1942 között átépítették. 1802. november 26-án földrengés volt a faluban, Katalin kápolnája ekkor dőlt romba. 1910-ben 985,túlnyomórészt magyar lakosa volt. A trianoni békeszerződésig Csík vármegye Kászonalcsíki járásához tartozott. 1992-ben 483 lakosából 449 magyar és 34 román volt.

## Látnivalók
- Gótikus római katolikus temploma. Bástyás erődfal övezi. Feltűnően magas tabernákuluma van.
- Temetőjében magas borított keresztfák láthatók.

## Híres emberek
- Itt született 1951-ben Sztojka Tamás orvos, helytörténész.

## Testvértelepülések
- Abasár, Magyarország
- Ásotthalom, Magyarország
- Csákvár, Magyarország
- Lepsény, Magyarország
- Szajol, Magyarország
- Szatmárcseke, Magyarország
- Puplinge, Svájc